# Sri Lanka aux Jeux du Commonwealth
Le Sri Lanka, l'un des plus anciens membres indépendants du Commonwealth des Nations (depuis 1948), participe aux Jeux du Commonwealth depuis les Jeux de 1938 à Sydney (qui sont alors les « Jeux de l'Empire britannique »). Le pays a remporté à ce jour treize médailles, dont quatre en or. Ces médailles ont été obtenues aux épreuves d'haltérophilie (quatre), d'athlétisme (trois), de boxe (trois) et de tir (trois).

## Médailles
Résultats par Jeux :
| Année | Médaille d'or | Médaille d'argent | Médaille de bronze | Total   |
| ----- | ------------- | ----------------- | ------------------ | ------- |
| 1938  | 1             | 0                 | 0                  | 1       |
| 1950  | 1             | 2                 | 0                  | 3       |
| 1954  | absents       | absents           | absents            | absents |
| 1958  | 0             | 0                 | 0                  | 0       |
| 1962  | 0             | 0                 | 0                  | 0       |
| 1966  | 0             | 0                 | 0                  | 0       |
| 1970  | 0             | 0                 | 0                  | 0       |
| 1974  | absents       | absents           | absents            | absents |
| 1978  | 0             | 0                 | 0                  | 0       |
| 1982  | 0             | 0                 | 0                  | 0       |
| 1986  | boycott       | boycott           | boycott            | boycott |
| 1990  | 0             | 0                 | 0                  | 0       |
| 1994  | 1             | 2                 | 0                  | 3       |
| 1998  | 0             | 1                 | 1                  | 2       |
| 2002  | 0             | 0                 | 0                  | 0       |
| 2006  | 1             | 0                 | 0                  | 0       |
| 2010  | 0             | 1                 | 1                  | 2       |
| 2014  | 0             | 1                 | 0                  | 0       |
| Total | 4             | 7                 | 2                  | 13      |

Médaillés d'or :
| Nom                                        | Jeux | Discipline    | Épreuve                                | Résultat                         |
| ------------------------------------------ | ---- | ------------- | -------------------------------------- | -------------------------------- |
| Barney Henricus                            | 1938 | Boxe          | 57 kg hommes                           | bat James Watson (SCO) en finale |
| Duncan White                               | 1950 | Athlétisme    | 440 yards haies hommes                 | 52,5 s                           |
| Pushpamali Ramanayake Malee Wickremasinghe | 1994 | Tir           | Carabine à air 10 mètres paires femmes | 771 points                       |
| Chinthana Vidanage                         | 2006 | Haltérophilie | 62 kg combiné hommes                   | 271 kg                           |